# Frauke Witte
Frauke Witte (født 8. maj, 1971, Stadthagen, Tyskland) er en tysk arkæolog, der arbejder med dansk arkæologi. Hun er mest kendt[kilde mangler] for sit arkæologiske arbejde med Danevirke og nyere tids lertøj fra Sønderjylland og det dansk-tyske grænseområde. Hun arbejder som museumsinspektør på Museum Sønderjylland, hvor hun hovedsageligt arbejder med arkæologiske udgravninger af vikingetid, middelalder og nyere tid.

## Biografi
I 1990 tog Frauke Witte studentereksamen ved Hölty-Gymnasium Wunstorf (de), Tyskland. Herefter begyndte hun på sine arkæologiske studier på Christian-Albrechts-Universität zu Kiel. I 1993 indleverede hun bacheloropgaven ”Das kultische Opfermoor von Oberdorla, Thüringen“. Derefter fortsatte hun sine arkæologiske studier på Christian-Albrechts-Universität zu Kiel, hvorfra hun også tog uddannelsen som erhvervsdykker i 1995, hvilket kvalificerede hende som marinarkæolog. I 1997 blev Frauke Witte cand.mag. med specialet ”Keramik einer frühneuzeitlichen Töpferei in Husum, Süderstrasse 11“. Frauke har hovedfag i forhistorisk arkæologi og middelalderarkæologi med sidefag i geologi og zoologi.
Mellem 1992-1996 havde Frauke sit første museumsjob med udgravnings- og registeringsarbejde på Archäologisches Museum Hamburg (de). Siden har hun blandt andet arbejdet med marinarkæologiske undersøgelser i Elben, Slien, og de danske farvande, deltaget i og ledet flere arkæologiske udgravninger i Slesvig-Holsten og bearbejdet og publiceret udgravningen ved Franciskanerklostret i Flensborg Siden 2002 har Frauke været ansat som museumsinspektør på Museum Sønderjyllands afdeling for Viden og Samlinger, Arkæologi. Her ligger den faglige vægt især på middelalderen og nyere tids materielle kultur.

## Bidrag til arkæologi
I dansk arkæologi er Frauke Witte især kendt og respekteret[kilde mangler] for sit arbejde med Dannevirke og nyere tids lertøj. Hun har stor erfaring med feltarkæologi og arkæologisk sagsbehandling, og har også været del af flere store nationale og internationale samarbejdsprojekter samt planlagt og gennemført workshops, konferencer og udstillinger i Danmark og Tyskland. Frauke har publiceret artikler og monografier på dansk, tysk og engelsk, lavet redaktionsarbejde og oversat tekster og bøger fra dansk til tysk.

### Danevirkeprojektet
Frauke deltog i de nye udgravninger ved forsvarsvolden Danevirke. Forskningen bag Danevirkeprojektet er sket i samarbejde med Archäologisches Landesamt Schleswig-Holstein (ALSH). Udgravningerne begyndte i 2009 med en forundersøgelse foretaget af ALSH, der siden førte til flere udgravninger i 2010 og 2011. Projektet blev finansieret af A.P. Møller Fonden, Augustinus Fonden, ALSH og Museum Sønderjylland.
I 2013 ledte Dr. Astrid Tummuscheit fra ALSH og Frauke Witte udgravningerne af portområdet og nordsiden af Danevirke. Det grænseoverskridende dansk-tyske samarbejde mellem ALSH og Museum Sønderjylland har bragt ny viden til verden om selve Danevirke-anlægget.
Det er især de nye dateringer af de ældste volde, der skaber belæg for at området nord for volden har været et samlet område noget tidligere end hidtil antaget. Porten i voldene og vejen igennem (Hærvejen) var hovedforbindelsen mod Skandinavien. Den ældste datering af grænsen til slutningen af 400-tallet giver sammen med andre arkæologiske anlæg og fund et bedre helhedsbillede af tidens begivenheder.
I 2015 modtog Frauke Witte Charles Christensens Legat på grund af sit arbejde med Danevirke.

### Nyere tids lertøj
Siden specialet har Frauke Witte arbejdet med nyere tids lertøj, der er en meget overset arkæologisk materialegruppe. Fraukes arbejde giver en stemme til den oversete fundgruppe, der blandt andet kan fortælle om udtryk af identiteter og tilhørsforhold via materialer.
Efter reformationen sker der ændringer i madvaner og nye teknologier betyder, at lertøjet bliver til et medie, hvor form og dekoration gør det muligt at personificere enkelte kar, der bliver til en dekorationsgenstand. Frauke undersøger, hvordan man udtrykker identitet og tilhørsforhold via lertøj og hvordan forståelsen for kunst udvikler sig i den tid.

### Formidling af arkæologi
Frauke Witte er et også velkendt ansigt i formidlingen af dansk arkæologi. Hun har holdt mere end 100 foredrag om udgravninger og forskningsprojekter siden 1998 i lokal og international sammenhæng. Desuden har Frauke deltaget i tv- og radiointerviews, podcasts og dokumentarfilm samt flere udstillinger som Ud af Kaos på Moesgaard Museum i 2022.
Den seneste podcast er den tyske podcast Küstory 11, der handler om Danevirke – Nordens største mindesmærke.
Frauke har deltaget som ekspert i DR 2’s dokumentarserie Gåden om Danmarks første konge fra 2021 samt den franske dokumentarfilm Vikings les premiers roi Godfrid le roi qui défia Charlemagne fra 2022.